# آیدوس سلطانگالی
آیدوس سلطانگالی (به قزاقی: Айдос Сұлтанғали،  زادهٔ ۷ فوریهٔ ۱۹۹۶) یک کشتی‌گیر فرنگی‌کار اهل قزاقستان است. وی سابقه حضور در المپیک ۲۰۲۴ پاریس را دارد.  
از افتخارات وی می‌توان به کسب دو مدال برنز مسابقات قهرمانی کشتی جهان ۲۰۲۲ و مسابقات قهرمانی کشتی جهان ۲۰۱۸ اشاره کرد.

## فعالیت حرفه‌ای

### قهرمانی کشتی جهان ۲۰۱۸
سلطانگالی در وزن ۶۰ کیلوگرم کشتی فرنگی مسابقات قهرمانی کشتی جهان ۲۰۱۸ بوداپست حاضر بود که در مسابقه‌های اول تا سوم دمیترو تسمبلیک از اوکراین، شینوبو اوتا از ژاپن و کالی سلیمانوف از قرقیزستان را شکست داد اما در نیمه نهایی به سرگی املین از روسیه باخت و به دیدار رده‌بندی رفت. وی در دیدار رده‌بندی ری سه-یونگ از کره شمالی را شکست داد و مدال برنز وزن ۶۰ کیلوگرم را بدست آورد.

### قهرمانی کشتی جهان ۲۰۲۲
سلطانگالی در وزن ۶۰ کیلوگرم کشتی فرنگی قهرمانی کشتی جهان ۲۰۲۲ بلگراد شرکت کرد، او در مسابقه‌های اول تا سوم الکساندرو تراندافیر از رومانی، گئورگ قاریبیان از ارمنستان و کااو لیگو از چین را شکست داد اما در نیمه نهایی به ژولامان شارشنبکوف از قرقیزستان باخت و به دیدار رده‌بندی رفت. وی در دیدار رده‌بندی کریستین کچسکمتی از مجارستان را شکست داد و مدال برنز را بدست آورد.